# Frauke Heß
Frauke Heß (* 4. Dezember 1963; † 19. Mai 2020 in Kassel) war eine deutsche Oboistin, Musikpädagogin und Hochschullehrerin.

## Leben
Frauke Heß studierte an der Universität Duisburg-Essen die Fächer Musik, Deutsch und Philosophie und wurde dort 1993 promoviert. Bis 1995 war sie als Lehrerin an einer Gesamtschule tätig, im Anschluss hatte sie eine Stelle als wissenschaftliche Mitarbeiterin an der Universität zu Köln inne. Ab 2004 arbeitete sie als Professorin für Musikpädagogik an der Universität Kassel. Sie engagierte sich im Vorstand der „Gesellschaft für Musikpädagogik“ (GMP) und der „Wissenschaftlichen Sozietät Musikpädagogik“ (WSMP) sowie im „Arbeitskreis Musikpädagogische Forschung“ (AMPF) und in der „Bundesfachgruppe Musikpädagogik“ (BFG).
Ihre Arbeitsschwerpunkte waren bildungstheoretische Begründungen zur Thematisierung Klassischer Kunstmusik im Musikunterricht, Vermittlungsprozesse von Neuer Musik, Musikunterricht aus Schülersicht und gendersensibler Musikunterricht. Dabei verknüpfte sie empirische und theoriebezogene Forschung mit Lehre und künstlerischer Praxis.

## Schriften (Auswahl)
- … dass einer fidelt…. Klassenmusizieren als Motivationsgarant? Ergebnisse der Studie Musikunterricht aus Schülersicht. In: Andreas Eichhorn, Jan Helmke Keden (Hrsg.): Musikpädagogik und Musikkulturen. Festschrift für Reinhard Schneider. München 2013, ISBN 978-3-86906-607-3, S. 78–93.
- Gendersensibler Musikunterricht. Empirische Studien und didaktische Konsequenzen. Wiesbaden 2017, ISBN 978-3-658-19165-8.
- Betreutes Hören? Zum Umgang mit ›Klassischer Musik‹ in pädagogischen Vermittlungszusammenhängen. In: Musiktheorie. Zeitschrift für Musikwissenschaft. Heft 4/2018, 2018, S. 307–318.
- Ästhetische Erfahrung. In: Michael Dartsch, Jens Knigge, Anne Niessen, Friedrich Platz, Christine Stöger: Handbuch Musikpädagogik. Münster 2018, ISBN 978-3-825-25040-9. S. 181–187.
- mit Christian Rolle, Lars Oberhaus (Hrsg.): Zwischen Praxis und Performanz. Zur Theorie musikalischen Handelns in musikpädagogischer Perspektive. (Wissenschaftliche Musikpädagogik Bd. 8). Berlin 2018, ISBN 978-3-643-14190-3.
- "Klassik" im Unterricht. In: Werner Jank (Hrsg.): Musik-Didaktik. Praxishandbuch für die Sekundarstufe I und II. 9. Auflage. Berlin 2021. ISBN 978-3-589-15498-2, S. 216–225.